# Manfrotto

Logo

Manfrotto-Firmenlogo auf Stativ

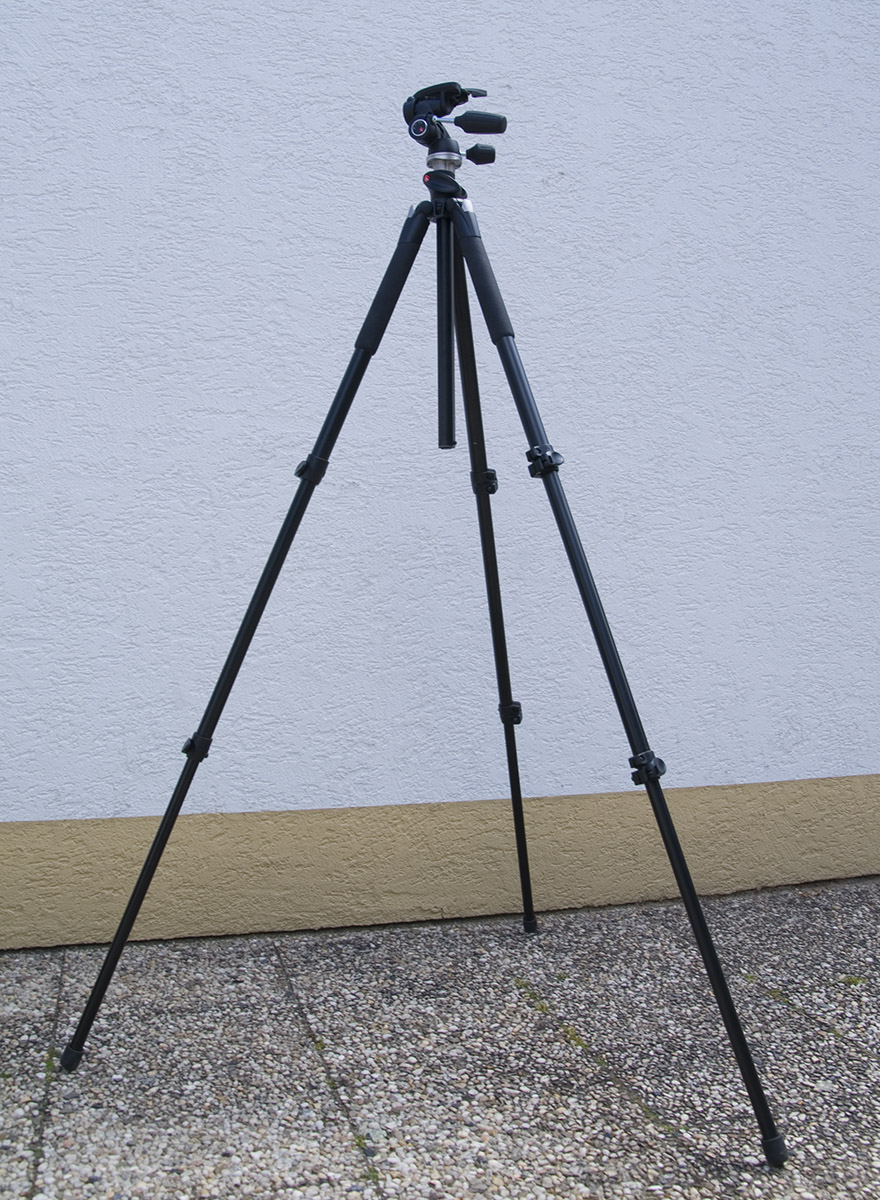
Manfrotto-Stativ

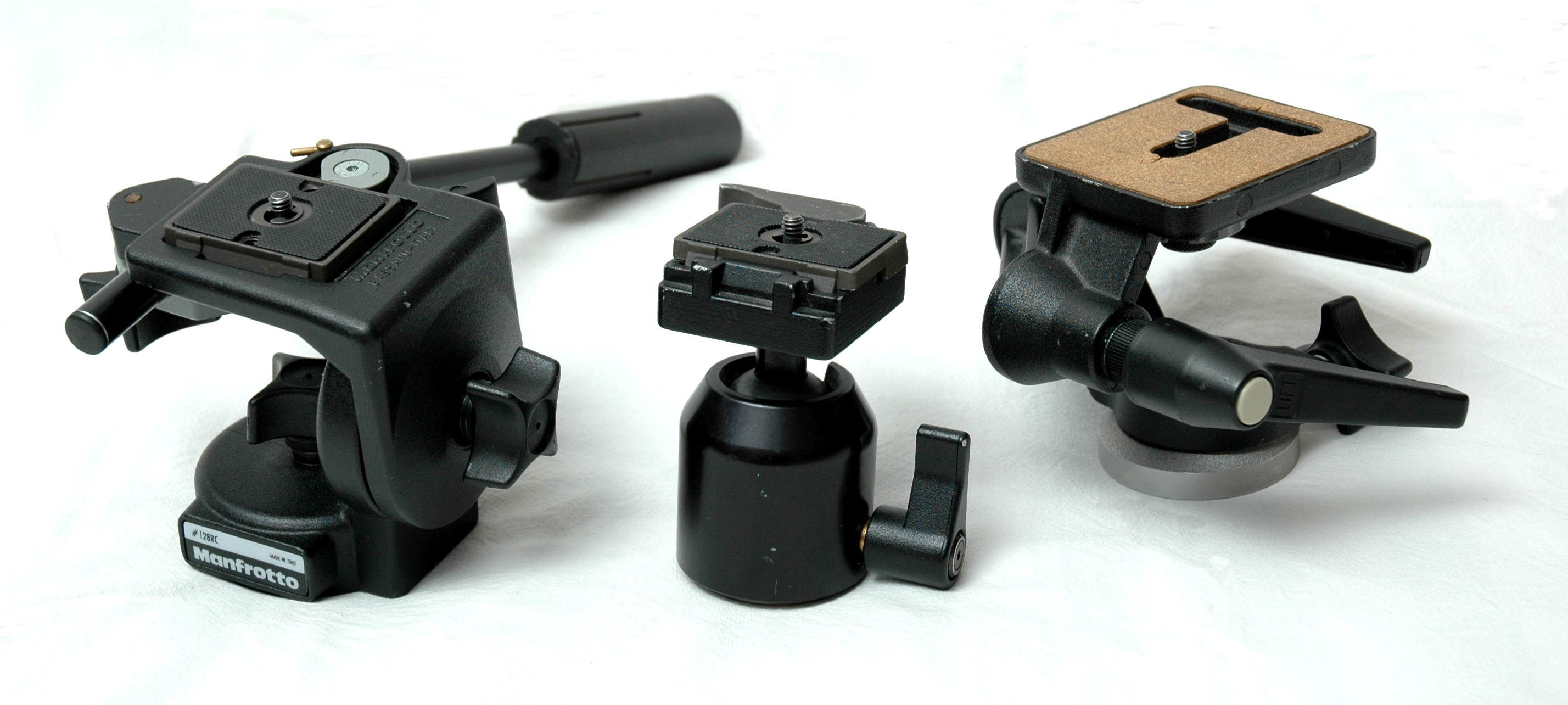
Manfrotto-Stativköpfe

Manfrotto ist ein Hersteller von Foto- und Videozubehör mit Sitz in Cassola, Italien. Die Firma wurde 1989 von der britischen Vitec Group übernommen.

## Geschichte
Der italienische Fotojournalist Lino Manfrotto begann Ende der 1960er Jahre, Lichthalter und Teleskopständer zu entwickeln. 1972 trafen sich Manfrotto und Gilberto Battocchio, damals ein Arbeiter in einem Bassaner metallverarbeitenden Unternehmen. 1974 stellte die Firma ihr erstes Dreibeinstativ vor. Nach einem großen Zuwachs hatte Manfrotto bereits sechs Fertigungsanlagen, außerdem kamen weitere fünf im Industriegebiet Feltre in Villapaiera hinzu.
Vitec erwarb ebenso die französische Firma Gitzo (1992) und die amerikanische Firma Bogen (1993). Vitec entschied sich gegen eine Zusammenlegung der Marken, sodass alle drei bis heute weiterbestehen. In den USA werden die Manfrotto-Produkte unter dem Namen Bogen/Manfrotto vertrieben.

## Produkte
Heute verkauft Manfrotto vor allem Dreibein- und Einbeinstative, hinzu kommen Zubehörpakete und Lichtstative für Film und Fotografen. 2005 wurde der israelische Hersteller von Fototaschen und -rucksäcken Kata übernommen, diese werden unter dem Namen Manfrotto Pro Light vertrieben. Außerdem fertigt Manfrotto auch zahlreiche Stativköpfe, darunter 3-Wege-Neiger, Getriebeneiger und Kugelköpfe an.
Die neuesten Produkte umfassen für die Firma Manfrotto teilweise ganz neue Bereiche, so wie beispielsweise die zwei Gimbal-Modelle, die es erst seit 2021 gibt. Darüber hinaus gibt es auch viele Spezialstative im Sortiment, wie etwa die Virtual-Reality-Stative, die es Fotografen erlauben 360-Grad-Aufnahmen aus extremen Höhen aufzunehmen und dabei immer noch sehr kompakt bleiben.

## Auszeichnungen
TIPA Awards 2017, für das beste Produkt in der Fotoindustrie
Design Award 2017, für ausgesprochenes Produktdesign
Reddot Design Award Winner 2017, für eine hohe Qualität

## Soziales Engagement
Die Firma Manfrotto unterstützt das internationale Betreuungsprogramm mit dem Namen Picture of Life. Hier wird gefährdeten Jugendlichen seit 2014 gezeigt, wie sie mit Foto- und Videoequipment umgehen können, um neue Perspektiven in ihrem Leben zu schaffen und nützliche Fähigkeiten zu erlernen. Manfrotto sieht es als eine Chance, die sie den Betreffenden geben, um doch in der Berufswelt wieder Fuß fassen zu können. Doch das Ziel sei in erster Linie Positivität zu vermitteln, durch ein gemeinsames Geben und Nehmen.